# قائمة البعثات الدبلوماسية في كوبا

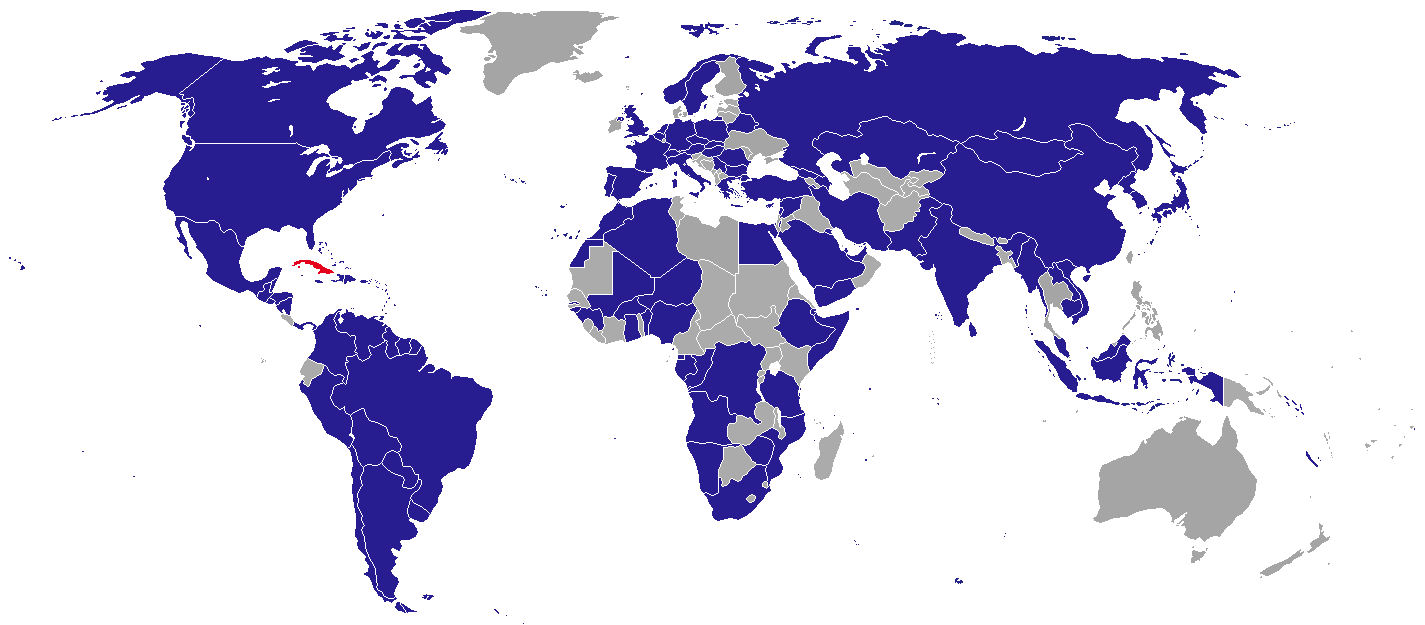
البعثات الدبلوماسية في كوبا

هذه قائمة البعثات الدبلوماسية في كوبا. في الوقت الحاضر، تستضيف العاصمة هافانا 115 سفارة. العديد من البلدان الأخرى لديها سفراء معتمدين من عواصم إقليمية أخرى. أدى دورها كمروج لقضايا العالم الثالث خلال الحرب الباردة إلى تطوير علاقات وثيقة مع العديد من دول عدم الانحياز والميول الاشتراكية في جميع أنحاء العالم، كما يتضح من وجود العديد من السفارات في هافانا من الدول الفقيرة مالياً والبلدان النامية اقتصادياً. الدول.

## معرض السفارات

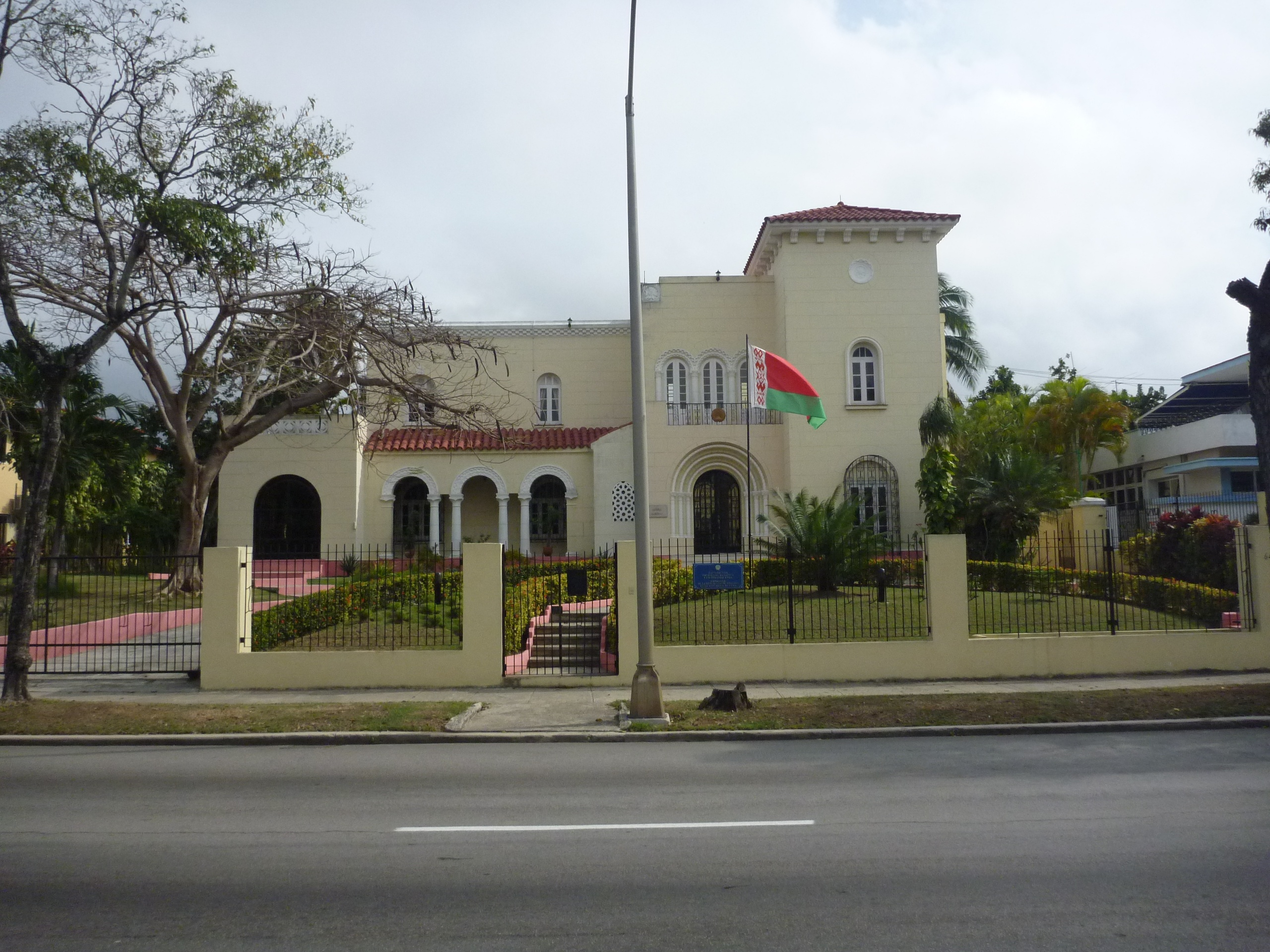
سفارة بيلاروسيا
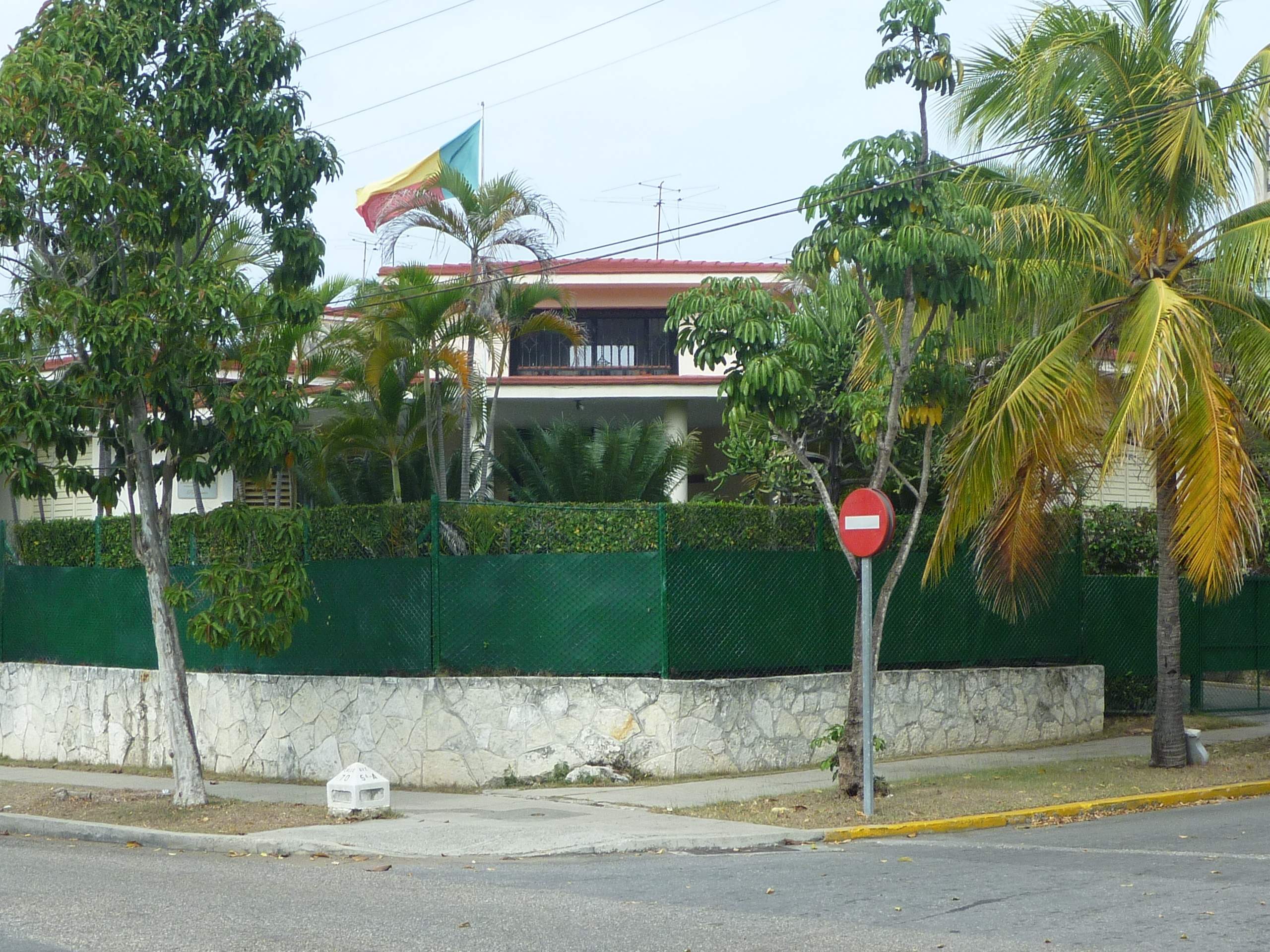
سفارة بنين
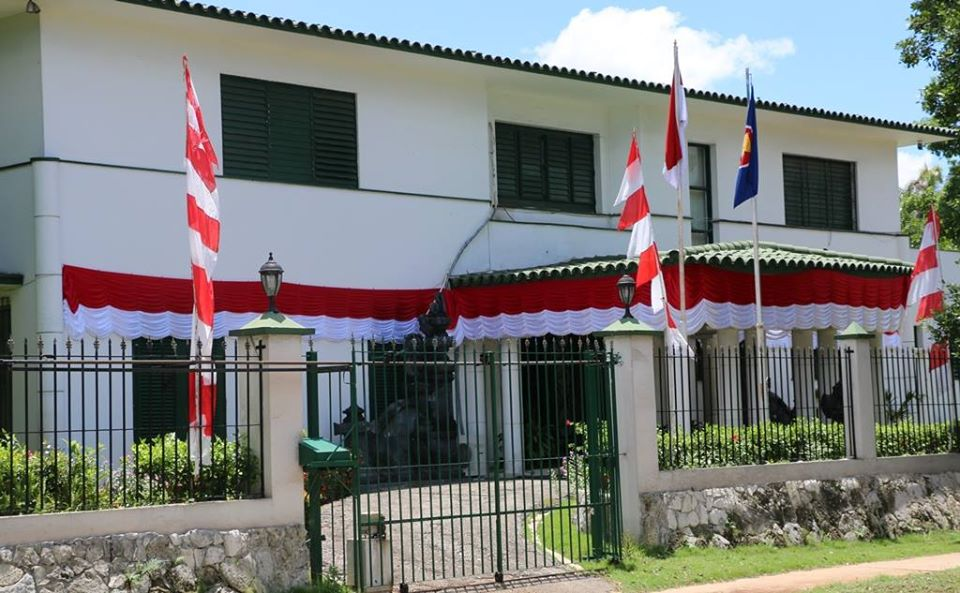
سفارة اندونيسيا
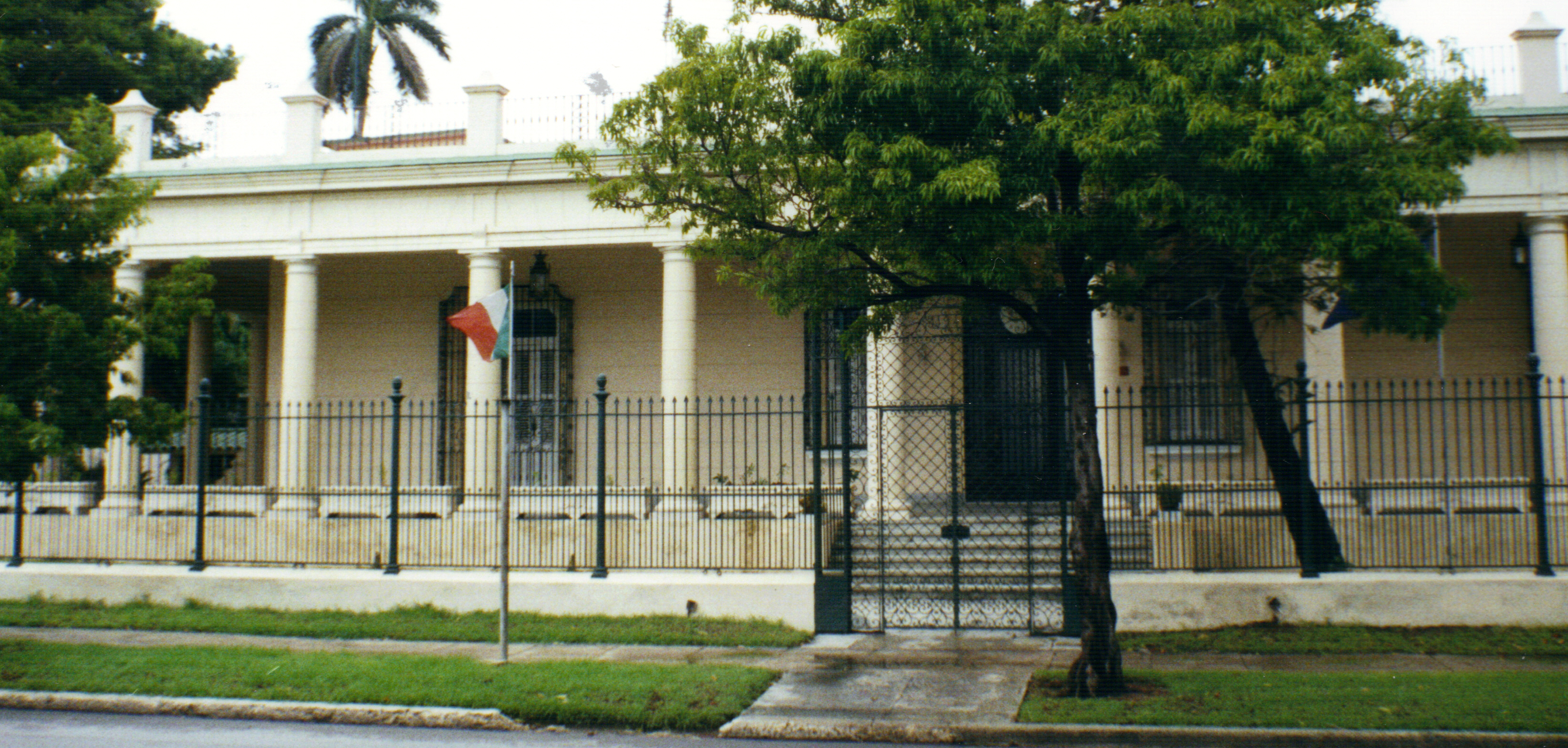
سفارة إيطاليا
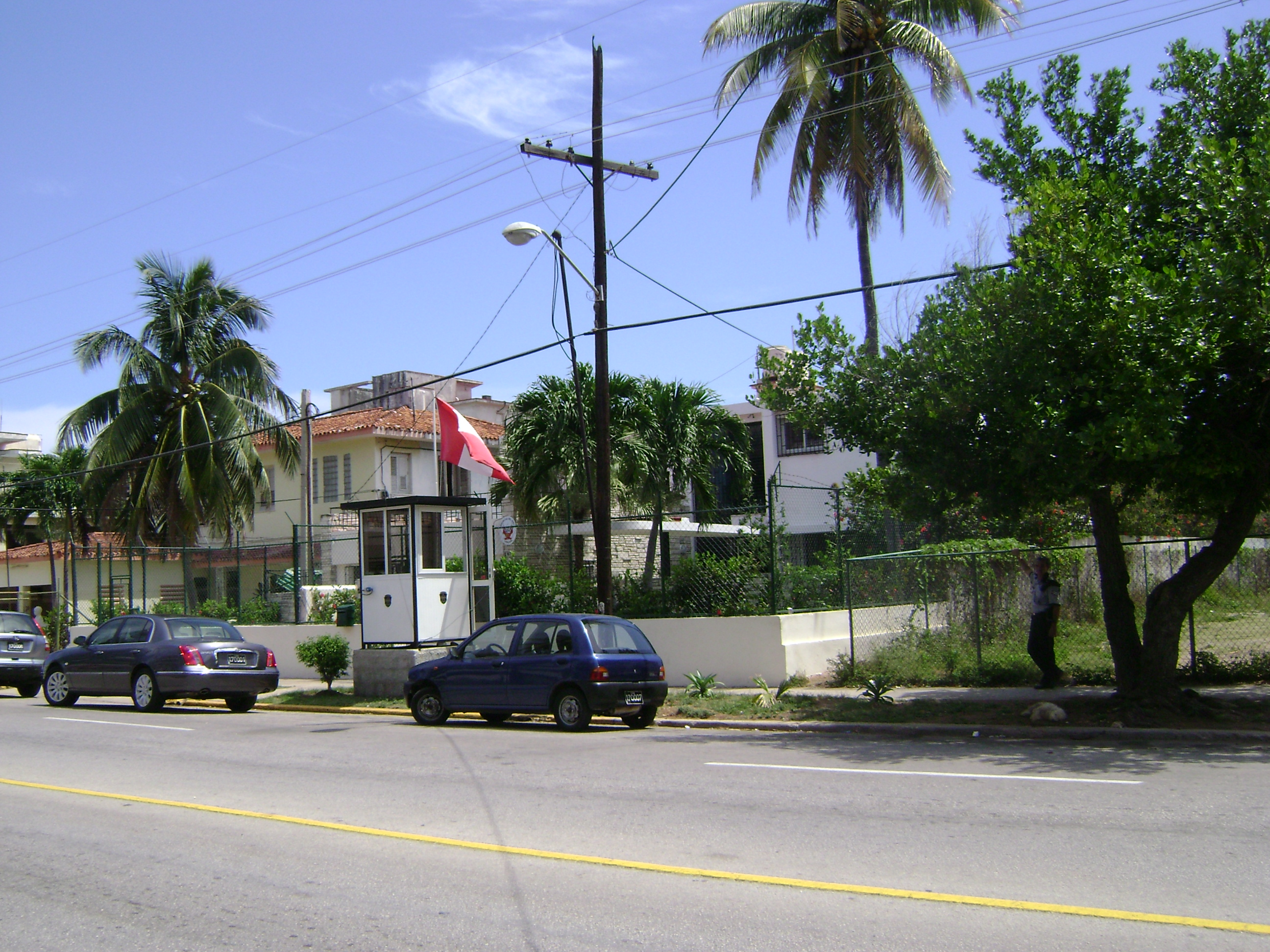
سفارة بيرو
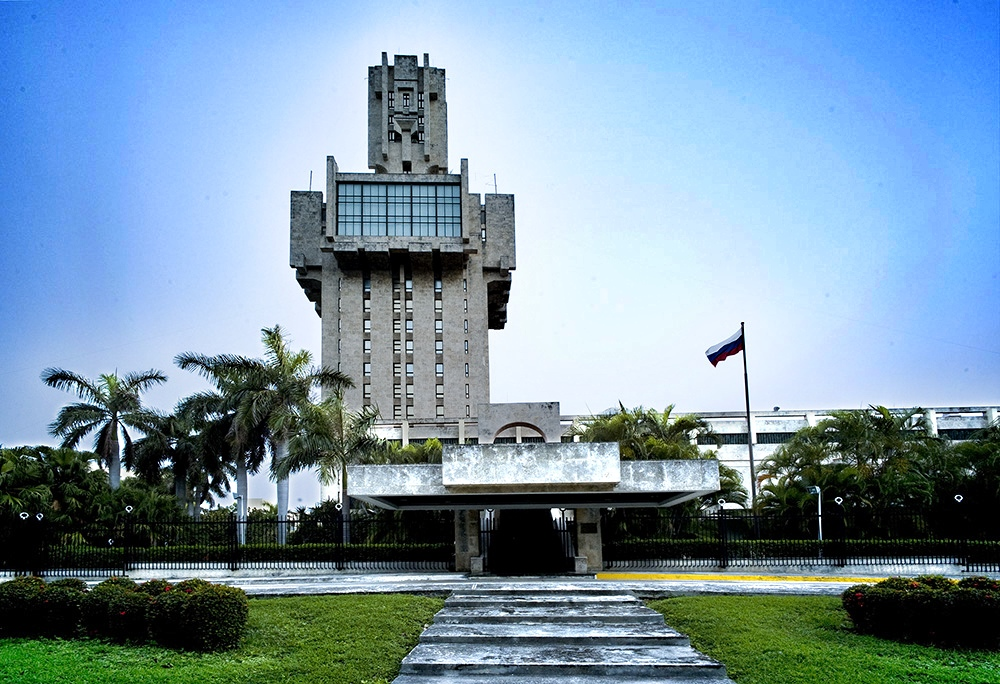
سفارة روسيا  [لغات أخرى]‏
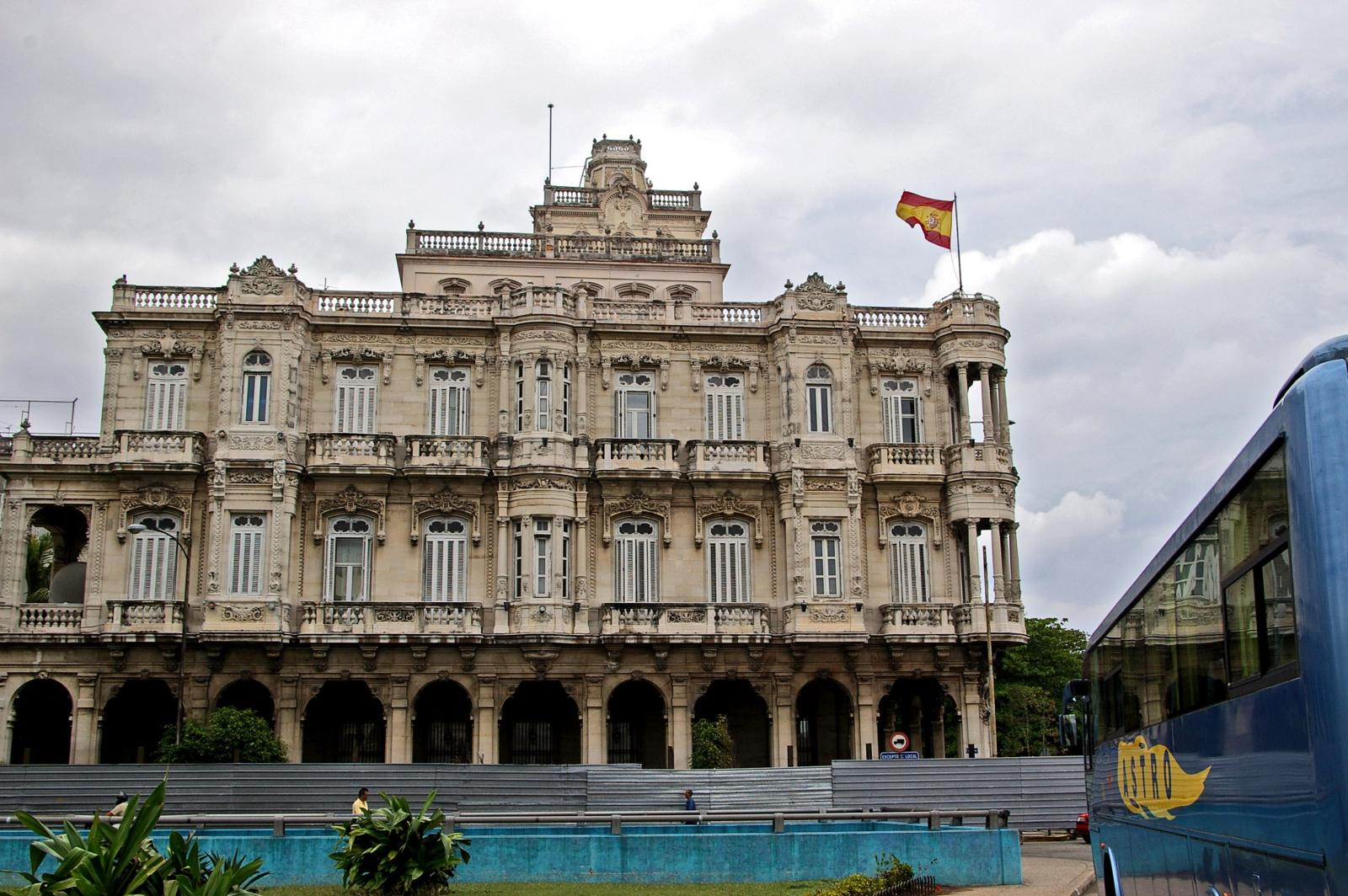
سفارة اسبانيا
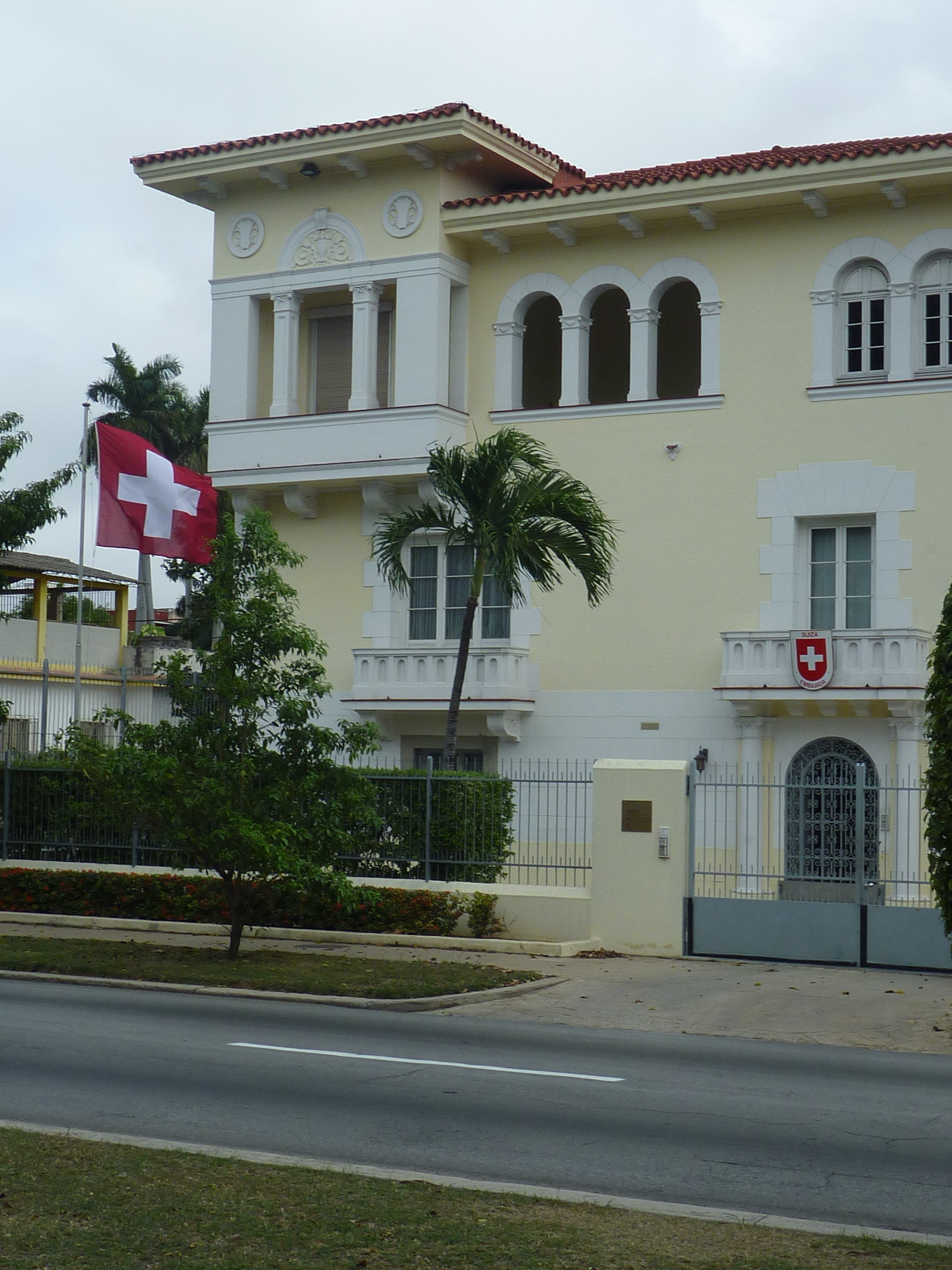
سفارة سويسرا
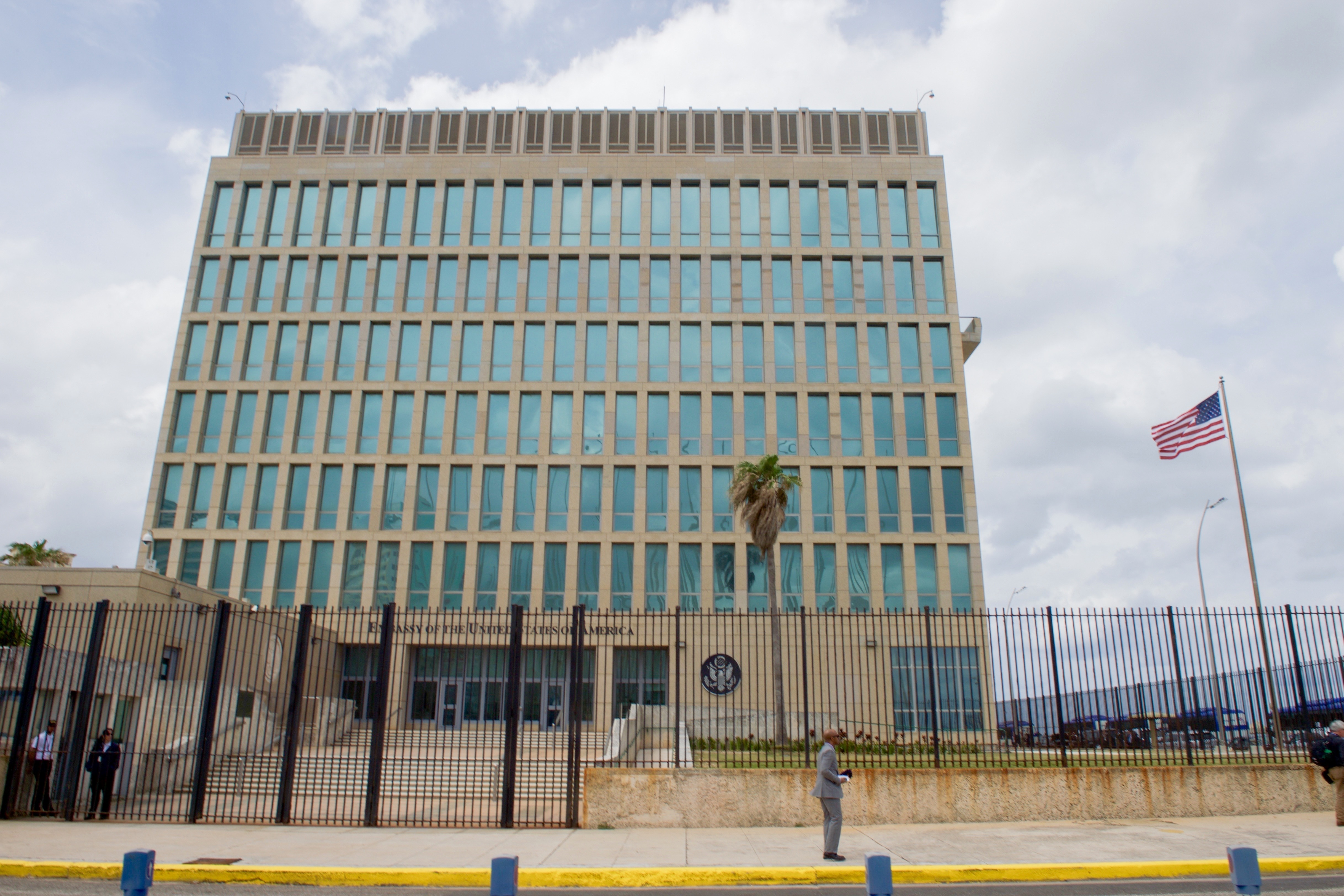
سفارة الولايات المتحدة في هافانا

## القنصلية العامة في هافانا
- كازاخستان

## السفارات المعتمدة
مقيم في مكسيكو سيتي، المكسيك :
مقيم في أوتاوا، كندا :
مقيم في مدينة نيويورك، الولايات المتحدة الأمريكية : 
مقيم في مكان آخر:
| - كرواتيا (مدريد) - الاتحاد الأوروبي (سانتو دومينغو) |

## البعثات السابقة
| مدينة  | بلد الإرسال | مستوى المهمة | انتهى العام | Ref.  |
| ------ | ----------- | ------------ | ----------- | ----- |
| هافانا | الفلبين     | السفارة      | 2012        | [ 3 ] |